# Ранчітос-Лас-Ломас (Техас)
Ранчітос-Лас-Ломас (англ. Ranchitos Las Lomas) — переписна місцевість (CDP) в США, в окрузі Вебб штату Техас. Населення — 167 осіб (2020).

## Географія
Ранчітос-Лас-Ломас розташований за координатами 27°38′5″ пн. ш. 99°14′14″ зх. д. / 27.63472° пн. ш. 99.23722° зх. д. (27.634657, -99.237266).  За даними Бюро перепису населення США в 2010 році переписна місцевість мала площу 9,39 км², з яких 9,39 км² — суходіл та 0,00 км² — водойми.

## Демографія
Згідно з переписом 2010 року, у переписній місцевості мешкало 266 осіб у 80 домогосподарствах у складі 60 родин. Густота населення становила 28 осіб/км².  Було 135 помешкань (14/км²).
Расовий склад населення:
| - 84,6 % — білих - 0,4 % — чорних або афроамериканців - 13,9 % — осіб інших рас |

До двох чи більше рас належало 1,1 %. Частка іспаномовних становила 97,4 % від усіх жителів.
За віковим діапазоном населення розподілялося таким чином: 32,0 % — особи молодші 18 років, 57,1 % — особи у віці 18—64 років, 10,9 % — особи у віці 65 років та старші. Медіана віку мешканця становила 33,7 року. На 100 осіб жіночої статі у переписній місцевості припадало 106,2 чоловіків;  на 100 жінок у віці від 18 років та старших — 115,5 чоловіків також старших 18 років.
За межею бідності перебувало 70,9 % осіб, у тому числі 100,0 % дітей у віці до 18 років та 0,0 % осіб у віці 65 років та старших.
Цивільне працевлаштоване населення становило 20 осіб. Основні галузі зайнятості: транспорт — 60,0 %, оптова торгівля — 40,0 %.